# Force rebelle
Force rebelle (titre original : Rebel Force) est une série littéraire de science-fiction placée dans l'univers étendu de Star Wars. Elle se déroule immédiatement après les événements décrits dans Star Wars, épisode IV : Un nouvel espoir. Les six romans qui la composent ont été écrits par Alex Wheeler.

## An 0
1. La Cible, Pocket Jeunesse, 2016 ((en) Target, 2009) (Alex Wheeler)
2. Otage, Pocket Jeunesse, 2016 ((en) Hostage, 2009) (Alex Wheeler)
3. Renégat, Pocket Jeunesse, 2016 ((en) Renegade, 2009) (Alex Wheeler)
4. Affrontement, Pocket Jeunesse, 2016 ((en) Firefight, 2009) (Alex Wheeler)
5. Piégé, Pocket Jeunesse, 2016 ((en) Trapped, 2010) (Alex Wheeler)

## An 1
1. Soulèvement, Pocket Jeunesse, 2017 ((en) Uprising, 2010) (Alex Wheeler)